# كلية دبي الطبية
كلية دبي الطبية للبنات هي أول كلية خاصة تمنح شهادة الطب والجراحة في الإمارات العربية المتحدة. وهي أول كلية طبية للبنات في الإمارات العربية المتحدة والخليج العربي، تأسست عام 1986.

## التخصصات والدرجات العلمية
درجة البكالوريوس في الطب والجراحة وتصل مدة الدراسة فيها إلى 6 سنوات وتشمل عدة أقسام:
- التشريح
- الكيمياء الحيوية
- علم الأمراض
- قسم الصيدلة
- علم وظائف الأعضاء
- وحدة المعلوماتية التربوية

درجة الماجستير في الممارسة السريرية المتقدمة ( مدة الدراسة عامين )
درجة دبلوم الدراسات العليا في الممارسة السريرية المتقدمة (مدة الدراسة عام واحد )

### الاعتمادات
من الاعتمادات:
- وزارة التربية والتعليم في الإمارات العربية المتحدة.
- هيئة الاعتماد الأكاديمية.
- الاتحاد العالمي للتعليم الطبي.
- منظمة الصحة العالمية.
- دليل تعليم الطب الدوليIMED.
- المجلس الطبي العام البريطاني يقوم باعتماد الدرجات العلمية.
- المجالس الطبية الأوروبية والأمريكية تعتمد شهادات البكالوريوس.
- جائزة دبي للجودة 2011م.
- جائزة المؤتمر العالمي للتعليم.
- جائزة محمد بن راشد آل مكتوم للتميز 2011م.

## وصلات خارجية
- كلية دبي الطبية للبنات